# 卡斯維爾 (紐約州)
卡斯維爾（英語：Cassville）是位於美國紐約州奧奈達縣的非建制地區。

## 歷史
卡斯維爾的郵局自1834年營運至今。

## 地理
卡斯維爾所處的海拔為高於海平面380米（即1247英呎），而該地所採用的時區為UTC-5，即北美东部时区（EST）。同時該地設有夏令時間，為UTC-5調快一小時，即UTC-4（EDT）。